# Zumatrichia antilliensis
Zumatrichia antilliensis är en nattsländeart som beskrevs av Oliver S. Flint Jr. 1968. Zumatrichia antilliensis ingår i släktet Zumatrichia och familjen smånattsländor. Inga underarter finns listade i Catalogue of Life.